# Chemin de Senneville
Le chemin de Senneville est une voie de circulation de l'île de Montréal.

## Situation et accès
Ce chemin, d'une longueur de 6,7 kilomètres, relie Sainte-Anne-de-Bellevue et Senneville en longeant le lac des Deux Montagnes. Il  débute à la rue Sainte-Anne de Sainte-Anne-de-Bellevue et longe les berges du Lac des Deux-Montagnes pour entrer dans le village de Senneville au nord de l'autoroute 40. Par la suite, il se dirige vers l'est pour devenir le boulevard Gouin à l'intersection du chemin de l'Anse-à-l'Orme.

## Origine du nom
Le chemin de Senneville est nommé en l'honneur du lieu de naissance en France (Senneville-sur-Fécamp) du fondateur du village de Senneville, Jacques Le Ber (1633-1706).

## Historique
Le secteur est faiblement construit et comprend essentiellement des terres agricoles (les dernières de l’île de Montréal encore exploitées), et de très anciennes maisons en pierre. Le lac des Deux Montagnes se voit au nord. 
En plus de constructions qui remontent aux XVIIe et XVIIIe siècles témoignant ainsi du régime seigneurial (moulin à vent de Senneville et fort Senneville), la plupart des bâtiments datent du tournant du siècle dernier. À cette époque, le chemin de fer du Grand Tronc, inauguré en 1865, offrait un transport rapide et confortable vers l'Ouest-de-l'Île et permettait à l’élite canadienne de vaquer à des activités au centre-ville, tout en résidant au bout de l’île, principalement en été.
C’est sir John Abbott, qui devint premier ministre du Canada, qui a inauguré ce mouvement en faisant l’acquisition d’une demeure néogothique comme résidence secondaire. Lui ont succédé les Richard Bladworth Angus, Vincent Meredith, Edward Clouston et Louis-Joseph Forget, piliers l’économie québécoise et canadienne, qui menaient un train de vie de grands seigneurs. 

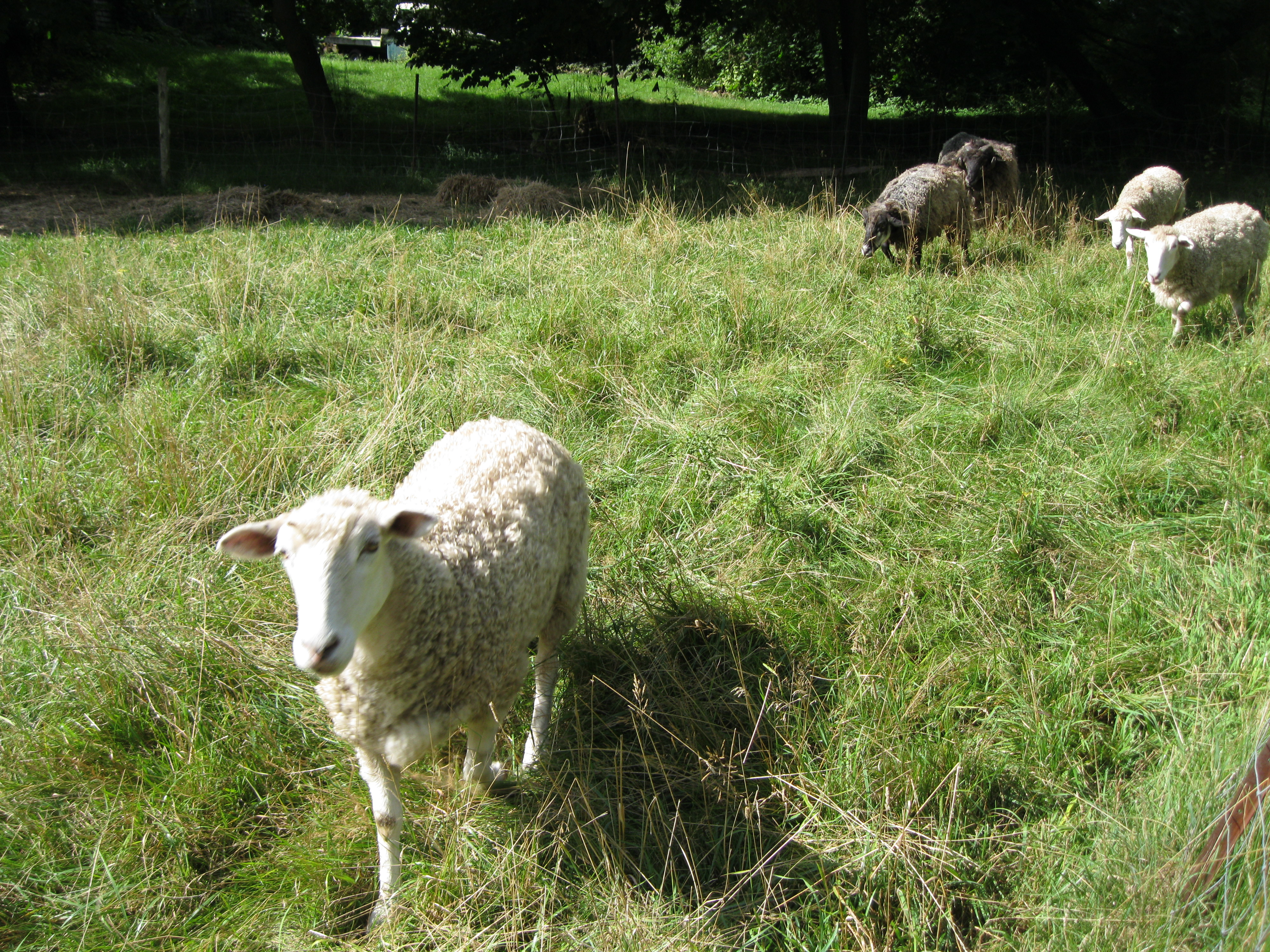
Dans le parc agricole du Bois-de-la-Roche

En 1908, le sénateur Louis-Joseph Forget agrandit considérablement sa ferme, le domaine Bois-de-la-Roche, en faisant l’acquisition de la terre adjacente qui appartenait à la famille Rouleau.
En plus de l’élevage d’un cheptel d’animaux de race, notamment des chevaux d’équitation et des vaches laitières, Louis-Joseph Forget développe un modèle de ferme de multiculture permettant d’approvisionner son personnel, les membres de sa famille et ses invités. À cette époque, la ferme, exploitée par plusieurs employés, comprend des vergers, des vignes, des champs de céréales et de fourrages, un grand potager, ainsi que plusieurs bâtiments secondaires (atelier, écurie, grange-étable, caveau à légumes). Ces bâtiments sont conçus ou modifiés par les architectes montréalais de renom Edward et William Sutherland Maxwell. 
En 1991, dans le contexte de la création d’un réseau régional de parcs nature, qui visent à offrir aux visiteurs une diversité d’activités éducatives et récréatives favorisant le contact avec la nature, la Communauté urbaine de Montréal fait l’acquisition de la majeure partie de la ferme de la famille Forget afin de créer le parc agricole du Bois-de-la-Roche. Le périmètre du parc correspond exactement à celui de l’actuel secteur du chemin de Senneville.

## Bâtiments remarquables et lieux de mémoire

### Désignation comme lieu historique national du Canada
En 2002, le secteur du chemin de Senneville a été désigné comme lieu historique national du Canada par la Commission des lieux et monuments historiques du Canada.

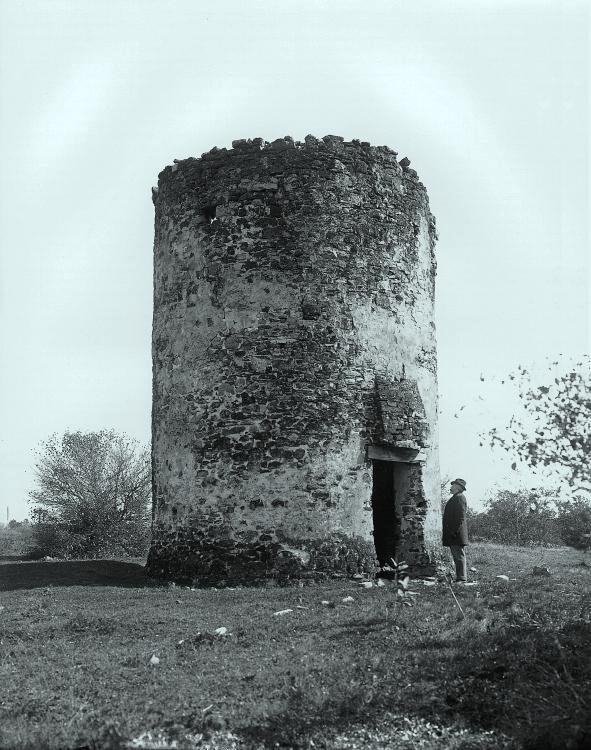
Ruines du moulin de Senneville, vers 1895
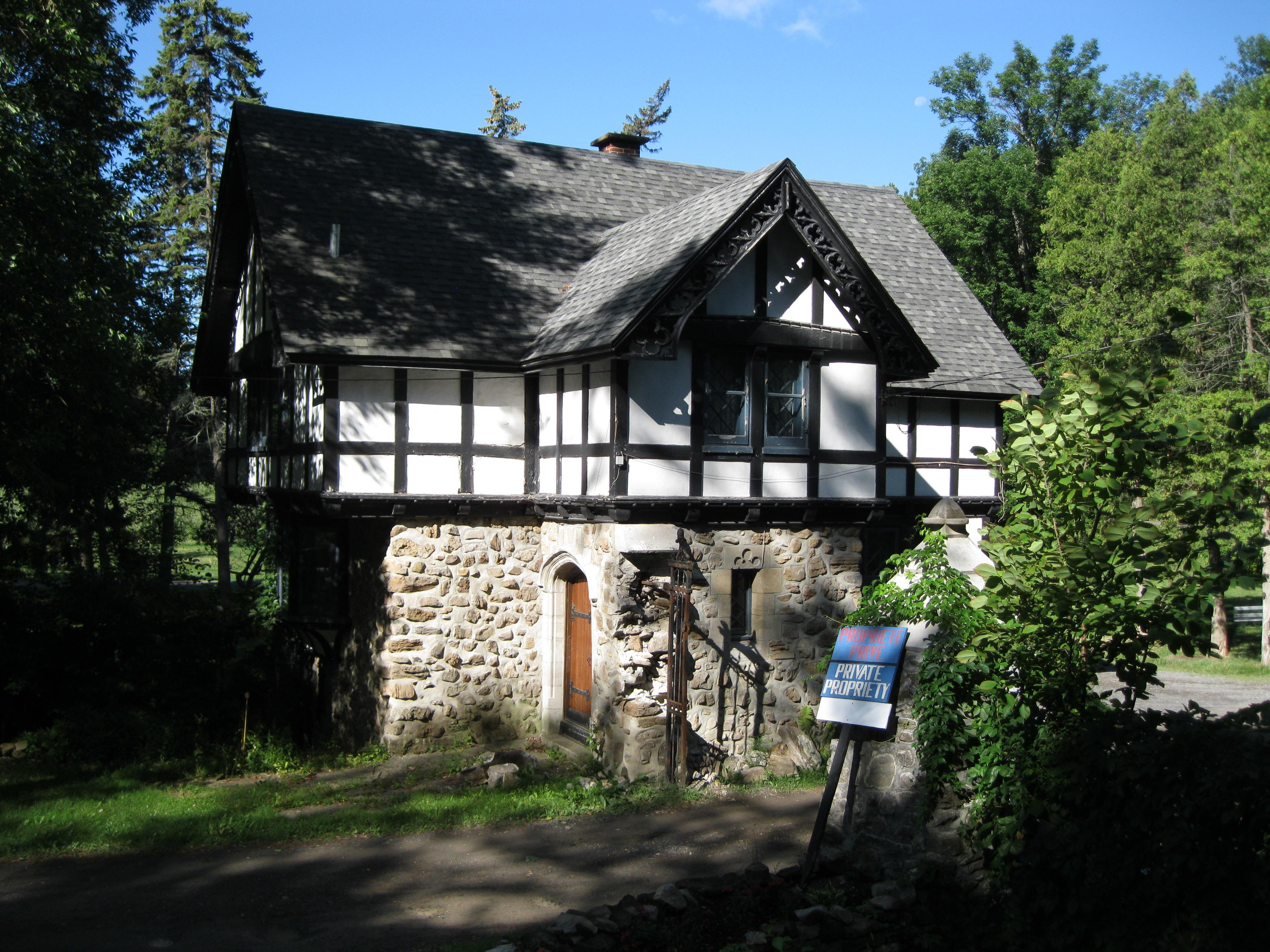
Loge du gardien, 170, chemin de Senneville
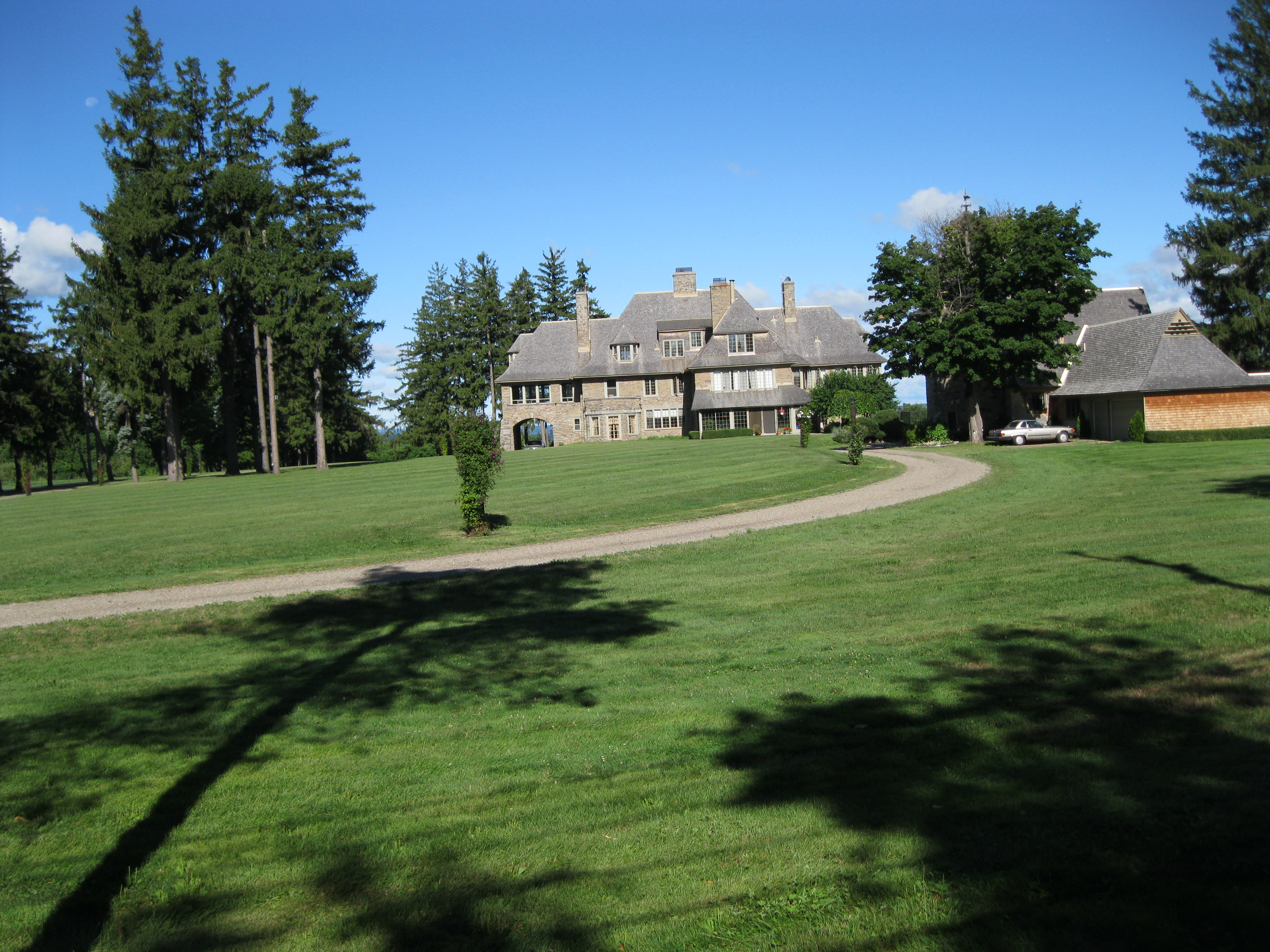
Maison John Launcelot Todd, 180, chemin de Senneville
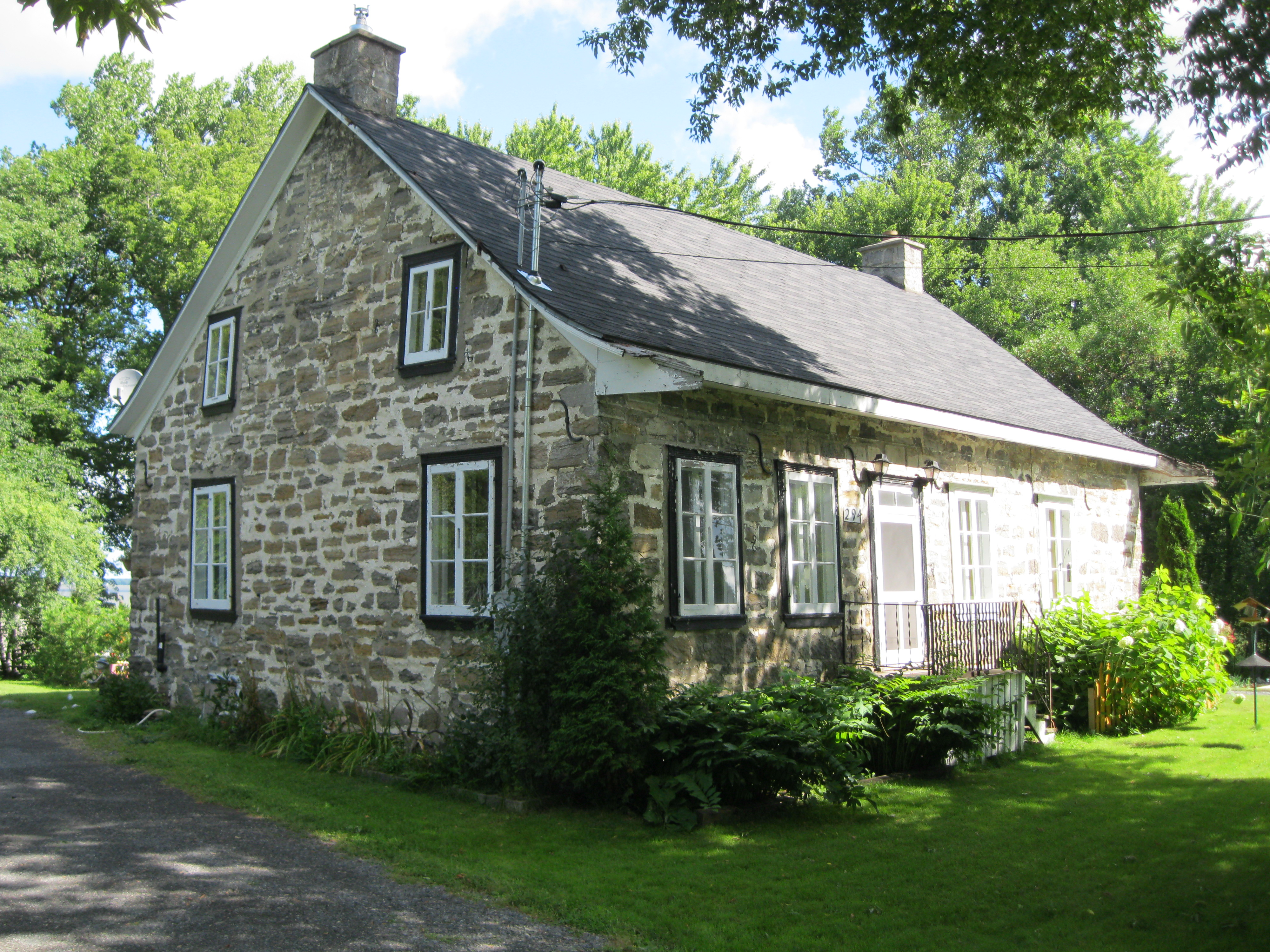
Maison Eustache-Rouleau, 294, chemin de Senneville

## Source
- Site web du service du Patrimoine de la Ville de Montréal